# Karen Duve
Karen Duve, född 16 november 1961 i Hamburg, är en tysk författare. Hon fick sitt genombrott med  Regenroman (1999) som gavs ut på svenska som Regnroman 2001. Därtill finns Ingen sång om kärlek (2004) och Grrrimm (2014) i svensk översättning.

## Biografi
Karen Duve växte upp i Hamburgs Lemsahl-Mellingstedt-distrikt, tog studentexamen 1981, planerad att läsa vidare, men började istället  att köra taxi och arbeta som korrekturläsare. På fritiden skrev hon noveller. Hon debuterade 1995 med Im tiefen Schnee ein stilles Heim. Eine Erzählung. Fyra år senare kom Regenroman och därefter Dies ist kein Liebeslied (Ingen sång om kärlek). Två böcker som etablerade Karen Duve internationellt. Romanen Taxi från 2008 filmades av Kerstin Ahlrichs 2015 med Rosalie Thomass och Peter Dinklage i huvudrollerna. Karen Duve bor sedan 2009 i Märkische Schweiz, Brandenburg. Regnroman handlar om Leon, en halvdan poet, som får ett erbjudande att skriva en självbiografi åt en boxare. Tillsammans med sin hustru Martina hyr han ett hus för att i lugn och ro kunna arbeta. Huset ligger vid en myr och strax börjar omgivningens våta närvaro göra sig påmind, myren bokstavligt talat anfaller deras bostad.